# Şehzade Mehmed Abdülaziz
Şehzade Mehmed Abdülaziz Efendi (turco ottomano: محمد عبد العزیز; Istanbul, 19 maggio 1901 – Nizza, 26 settembre 1977) è stato un principe ottomano, noto anche come Mehmed Abdülaziz Osmanoğlu, figlio di Şehzade Mehmed Seyfeddin e nipote del sultano Abdülaziz, e 40º Capo della Casa Imperiale di Osman.

## Origini
Şehzade Mehmed Abdülaziz nacque il 26 settembre 1901 a Istanbul, nel Palazzo di Çırağan. Suo padre era Şehzade Mehmed Seyfeddin, il figlio più giovane del sultano ottomano Abdülaziz, e sua madre la sua prima consorte Necmifelek Neşefelek Hanım. Aveva due fratellastri minori, Şehzade Mahmud Şevket e Şehzade Ahmed Tevhid, e una sorellastra minore, Fatma Gevheri Sultan. Venne istruito al Collegio militare ottomano. 
Nel 1924 la dinastia ottomana venne esiliata. La famiglia di Mehmed Abdülaziz si trasferì a Nizza, in Francia, dove vissero vicini, fra gli altri, ad Abdülmecid II e Seniha Sultan, rispettivamente fratellastro e cugina di suo padre Seyfeddin.
Dopo la morte di suo padre nel 1927, Mehmed Abdülaziz si trasferì a Il Cairo, in Egitto. 

## Ultimi anni
Nel 1934, al varo della Legge sul cognome, divenne noto anche come Mehmed Abdülaziz Osmanoğlu.
Nell'agosto 1944 la famiglia si riunì del decidere il 38° Capo della Casa Imperiale di Osman. Mehmed Abdülaziz sostenne Şehzade Ömer Faruk contro Şehzade Ahmed Nihad, che uscì vincitore.
Nel 1952, il neo presidente Nasser lo esiliò dall'Egitto, dato il suo rifiuto delle nuove leggi, in particolare quella relativa all'"Identità egiziana".
Tornò a Nizza grazie al favore del presidente francese de Gaulle, che gli fece ottenere il passaporto francese e una rendita di 50.000 franchi.
Nel 1973, alla morte di Şehzade Osman Füad, venne ratificato come 40° Capo della Casa Imperiale di Osman.

## Morte
Mehmed Abdülaziz morì a Nizza il 19 gennaio 1977. Venne sepolto nel Cimitero Est della città. 

## Famiglia
Mehmed Abdülaziz ebbe una sola consorte:
- Berkemal Hanım. Nata 16 marzo 1911 a Il Cairo, in Egitto, era la figlia maggiore di Ali Reza Bey, della famiglia Yeğen, e di sua moglie Nimet Hanım. Si sposarono a Il Cairo il 21 febbraio 1929. Una sua sorella minore, Nafia Hanim, fu una consorte di un altro membro della dinastia ottomana, Şehzade Mehmed Orhan.  Morì a Nizza il 13 gennaio 1962. Da lei ebbe la sua unica figlia: 
  - Hürrem Sultan (31 dicembre 1939 - 5 marzo 1999). Nata a Il Cairo, morta a Nizza. Non si sposò né ebbe figli.